# Động vật ăn kiến

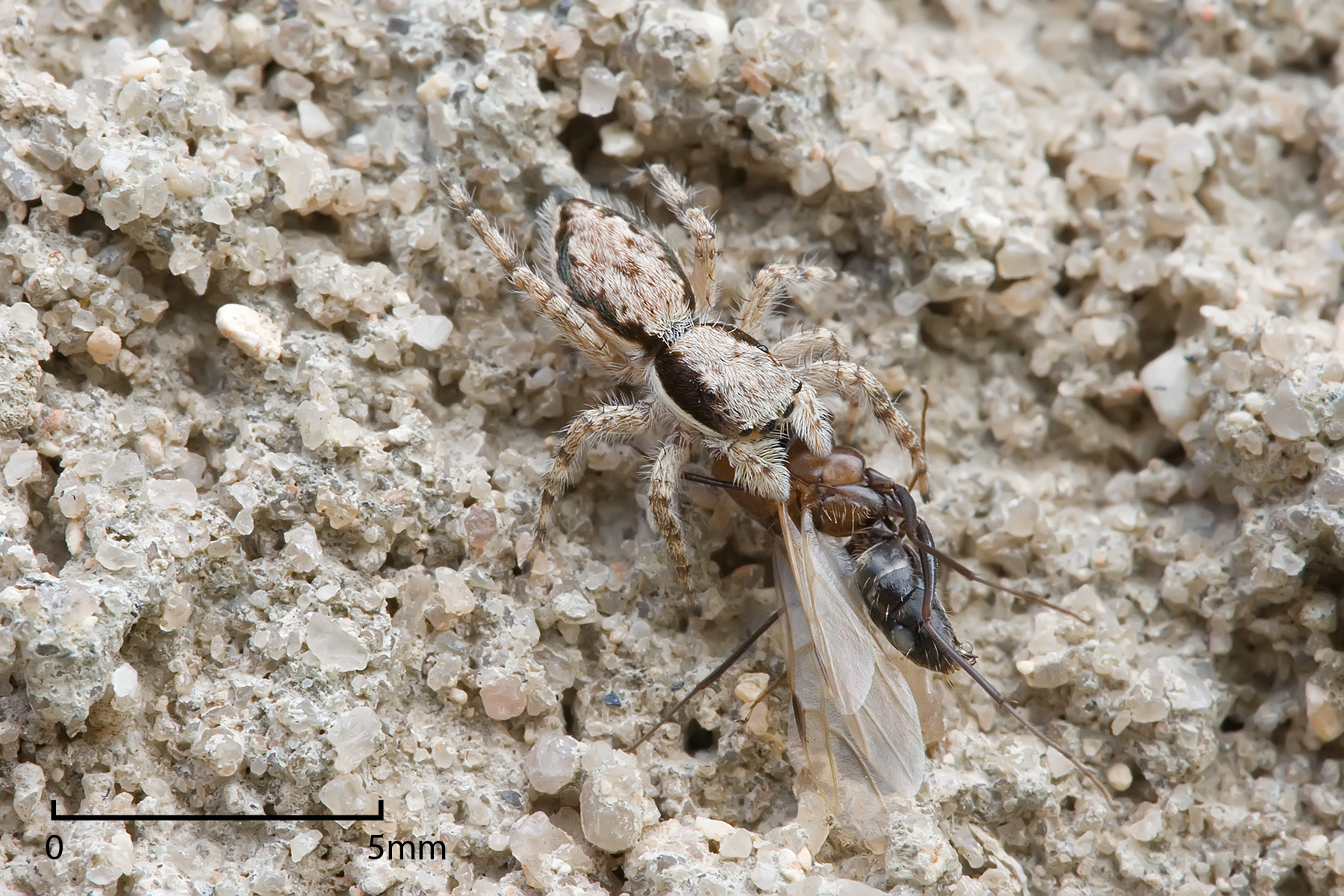
Một con nhện nhảy đang bắt một con kiến

Động vật ăn kiến (Myrmecophagy) là những loài động vật được đặc trưng bằng hành vi tiêu thụ các loại mối hay kiến, đặc biệt là liên quan đến những loài động vật có chế độ ăn được phần lớn hoặc chủ yếu bao gồm cho biết các loại côn trùng. Theo nghĩa đen, myrmecophagy có nghĩa là "ăn con kiến" (tiếng Hy Lạp cổ: murmēx, "con kiến" và phagein, "ăn") chứ không phải "ăn mối" (termitophagy). Tuy nhiên, hai thói quen thường chồng chéo lên nhau, vì cả hai của các loại côn trùng kim châm này thường sống trong một giá thể sinh thái lớn, tổ có nhiều loài đông đúc đòi hỏi sự thích ứng tương tự ở các loài động vật khai thác chúng. 

## Các loài
Myrmecophagy được tìm thấy trong một số loài có xương sống đất ở, bao gồm các loài bò sát và lưỡng cư (thằn lằn có sừng và rắn mù, cóc miệng nhỏ của họ nhái bầu và ếch độc của Dendrobatidae), một số loài chim Tân Thế giới (như chim gõ kiến, Antthrushes, Antpittas, chi colaptes), và một số nhóm động vật có vú (thú ăn kiến, lợn đất, chó sói đất, tê tê, gấu lợn, và nhiều loài tatu, numbats và thú lông nhím). Nhiều loài thú có chi trước mạnh mẽ và thích nghi với móng vuốt khai quật các tổ kiến hoặc mối từ đất hoặc từ gỗ hoặc dưới vỏ cây. Hầu hết đã tiêu biến bộ phận răng và một số đã làm giảm hàm và trở thành thú thiếu răng. Chúng có lưỡi dính để liếm và hút các con kiến từ trong tổ.
Nói chung, những con kiến thì ít ăn sau khi bởi vì họ chúng xu hướng nguy hiểm, nhỏ, và đầy các hợp chất có hại, và thường có vị chẳng dễ nuốt, vì vậy mà bắt kiến là một chiến lược chung giữa các xương sống. Tuy nhiên, kiến cũng rất phong phú, vì vậy các thành viên của một số loài không xương sống làm ăn kiến. động vật ăn thịt con kiến này bao gồm một số loài nhện, chẳng hạn như các loài trong họ nhện nhảy Salticidae, và nhện trong họ Oecobiidae. Một số loài nhện, bao gồm một số myrmecomorphs (bắt chước kiến) và myrmecophiles thậm chí chuyên về lấy kiến làm con mồi.
Một số loài côn trùng ăn kiến làm như vậy bởi vì chúng là những kẻ săn mồi cơ hội của côn trùng nhỏ chạy trên mặt đất, trong đó kiến là một tỷ lệ lớn. ví dụ đáng chú ý của tiến hóa hội tụ được một số loài họ Myrmeleontidae, Neuropteran, phần lớn Myrmeleon, cái gọi là kiến sư tử, và các họ Dipteran Vermileonidae, đặc biệt là chi Lampromyia và Vermilio. Một số loài bọ cánh cứng chuyên ăn các bố mẹ của các loài đặc biệt của loài kiến. Một trong những động vật ăn thịt chiếm ưu thế trên kiến là kiến khác, đặc biệt là những con kiến quân đội